# Ab urbe condita
Az ab urbe condita (rövidítve: A.V.C. vagy A.U.C.) latin kifejezés, jelentése: „a város (Róma) alapítása óta”.
Az ókori rómaiak használták az évek keltezésekor. Főleg rövidített alakban találkozhatunk vele.
Róma alapításának kelte a Gergely-naptár szerint i. e. 753. április 21-én volt.
A julián naptár bevezetésének időpontja a.u.c. 709. (i. e. 45.). Augustus császár trónra lépése a.u.c. 727. (i. e. 27.). A 2000. év a római időszámítás szerint a.u.c. 2753. lenne.
A Jézus születésétől fogva számított időszámítás csak a 6. századtól lett bevezetve (Dionysius Exiguus számításai alapján, aki - Jézus születési időpontját 0-nak véve - a.u.c. 754-ben jelölte meg az új időszámítás 1. évét), előtte Róma alapításától számolták a keresztények is. A régi időszámítás kezdődátuma csak lassan szorult ki (Bizáncban használták a legtovább). A 11. századtól már Európa nagy részén Jézus születése a kezdőpont.
A város alapítását a korai római történetírók különböző időpontokra tették. Fabius Pictor szerint i. e. 747-ben, Cincius Alimentus szerint i. e. 728-ban alapították Rómát. Az i. e. 1. századi tudós, Marcus Terentius Varro szerint Romulus a 6. Olimpiád-éra 3. évében, Parilia ünnepén, április 21-én (i. e. 753. április 21.) vonta meg jelképesen az új város védelmét biztosító határjelző barázdát. Ez vált hagyománnyá, és ez a dátum lett Róma alapításának elfogadott, hivatalos dátuma. Ezt az évszámot a modern kutatás is elfogadja.
A kifejezés visszaköszön Titus Livius monumentális történeti munkájának címében is (Libri ab urbe condita).